# شهرستان ارو، فرانسه
ارو (به فرانسوی: Hérault) سی و چهارمین شهرستان فرانسه است. شهرستان ارو در جنوب این کشور و در مرز با اسپانیا قرار دارد. این شهرستان زیرمجموعه ناحیه لانگدوک روسیون می‌باشد. مساحت این شهرستان ۶٬۱۰۱ کیلومتر مربع و جمعیت آن ۱۷۲٬۳۳۵ نفر است. این شهرستان در خلال انقلاب فرانسه بر پا گردید.